# Дворец Нестора
Дворец Нестора (новогреческий: Ανάκτορο του Νέστορα (димотика); Ἀνάκτορον Νέστορος (кафаревуса)) ― важный центр микенской цивилизации. Упоминается в «Одиссее» и «Илиаде» наряду с «Пилосом песчаным» ― царством Нестора.
Останки дворца обнаружены на холме Эпано Энгилианос, расположенном в 4 км к югу от Хоры и в 17 км к северу от Пилоса, на высоте 150 м над уровнем моря. По степени сохранности этот дворец превосходит все микенские аналоги. Дворец представлял из себя двухэтажный дом с подсобными помещениями, мастерскими, банями, колодцами, приёмными залами и своей канализационной системой. Вероятно, в древности его окружала крепостная стена.
Поселение существовало в течение многих десятилетий. Большинство обнаруженных артефактов датируют XIII веком до н.э. Дворцовый комплекс был разрушен в результате пожара около 1200 года до нашей эры.
В июне 2016 года место археологических раскопок было вновь открыто для посетителей и туристов после установки настила и дорожек.

## Раскопки
В 1912 и 1926 годах к северу от бухты Наварино были раскопаны две микенские гробницы (толосы). В одной были обнаружены раскрашенные сосуды, в другой ― ранние микенские и среднегреческие кашпо.
Усилиями совместной археологической экспедиции Греческой археологической службы и Университета Цинциннати раскопки холма Энгилианос были начаты 4 апреля 1939 года. В первый же день здесь были обнаружены руины каменных стен, фрески, фрагменты микенской керамики и глиняные таблички.
При раскопках 1939 года было обнаружено около тысячи глиняных табличек линейного письма Б. Перевод показал, что они принадлежали царскому архиву.
На протяжении Второй мировой войны систематические раскопки не велись. Возобновились они только в 1952 году. С 1952 по 1966 годы дворец был изучен также с территории вокруг акрополя.
В 2015 году сотрудники Университета Цинциннати недалеко от дворца обнаружили захоронение необычайно богатого воина. Непотревоженное погребение микенца, которого археологическая команда окрестила «воин с грифоном», содержало золотые кольца, бронзовое оружие и многие другие ценные артефакты минойской и микенской культуры.
Глиняные таблички линейного письма Б подтверждают, что дворец являлся административным, политическим и финансовым центром микенской Мессении.
- Ванна во дворце Нестора
- Место раскопок под новой крышей
- Фреска, изображающая охотника и оленя
- Глиняная табличка
- Макет Дворца Нестора

## Палеогенетика
У микенских образцов из Дворца Нестора определена Y-хромосомная гаплогруппа R1b-M269 (редкий субклад R1b-PF7562) и митохондриальные гаплогруппы X, K1a4q*, N1a1a1a3.